# Gerd von Bonin
Gerd von Bonin, geboren als Gerhard Friedrich Fürchtegott von Bonin, (* 12. September 1911 in Pasewalk; † 3. November 1979 in München) war ein deutscher Kameramann, Dokumentarfilmregisseur und Filmproduzent, dessen Nachruhm sich auf die Kameratätigkeit bei Bernhard Wickis Meisterwerk Die Brücke begründet.

## Leben
Bonin erhielt in den 1930er Jahren eine Ausbildung zum Kameramann und begann seine praktische Tätigkeit kurz vor Ausbruch des Zweiten Weltkriegs bei Spielfilmen („Heimatland“) unter der Anleitung des gleichaltrigen Kameramannes Walter Pindter. Nach Kriegsende in München ansässig, begann Bonin mit der Fotografie zumeist kurzer Dokumentarfilme. Einige von ihnen stellte er ab 1955 auch her. Kurz zuvor hatte Bonin mit seiner eigenen Produktionsfirma B-Film (und einem jugoslawischen Partner) 1954 auch seinen einzigen Kinospielfilm („Sonne über der Adria“) hergestellt. 1957  kehrte Bonin vorübergehend als Kameraassistent zum Kinospielfilm („Von allen geliebt“) zurück und wurde im Jahr darauf vom Schauspieler und Regiedebütanten Wicki als verantwortlicher Kameramann bei dessen experimentellen Einstand „Warum sind sie gegen uns?“ verpflichtet. Für die dort erbrachte Leitung erhielt der Pasewalker 1959 das Filmband in Silber in der Sparte Beste Kamera.
1959 kam es zur zweiten Kooperation Bonins mit Wicki. Das Resultat, Die Brücke, war einerseits ein gewaltiger Kritikererfolg und brachte Gerd von Bonin beträchtliches Renommee, andererseits jedoch nur wenige Anschlussaufträge vom Kinofilm. 1960 entstanden unter Bonins Bildgestaltung kurz hintereinander Will Trempers Ost-West-Drama Flucht nach Berlin und Wickis stark beachtete Anschlussregie Das Wunder des Malachias, zwei gesellschaftskritische Gegenwartsdramen aus dem heutigen Deutschland. Nach der Kameraarbeit für zwei Inszenierungen Peter Lilienthals zog sich Gerd von Bonin 60-jährig von der aktiven Filmherstellung zurück.

## Filmografie
als Kameramann, wenn nicht anders angegeben
- 1950: Schwabinger Karussell
- 1950: Der Fall Strobl
- 1951: Man lernt nie aus
- 1954: Sonne über der Adria (Co-Produktion, Co-Produktionsleitung)
- 1955: Heimatstadt am Lech (Dokumentarfilmregie, Produktion)
- 1956: Achtung – Blindgänger! (Dokumentarfilm-Coregie, Produktion)
- 1956: Schwierige Patienten (Dokumentarfilmregie, Produktion)
- 1956: Spare in der Zeit (Dokumentarfilmregie, Produktion)
- 1958: Schule für Mensch und Tier (Dokumentarfilm-Coregie, Produktion)
- 1958: Warum sind sie gegen uns?
- 1959: Öl
- 1959: Nachtasyl (Dokumentarfilmregie, Produktion)
- 1959: Die Brücke
- 1960: Hexen – Geschäfte mit dem Aberglauben (Dokumentarfilmregie, Produktion)
- 1960: Mosaik einer Stadt
- 1960: Mein Wunschland (Dokumentarfilm-Coregie, Kamera, Produktion)
- 1960: Flucht nach Berlin
- 1961: Das Wunder des Malachias
- 1961: Besuch bei Busch
- 1962: Ein Wald klagt an
- 1962: Lohn auf der Waage (auch Produktion)
- 1963: Weihnacht (Produktion)
- 1964: Ein Tag in Berlin (auch Produktion, Produktionsleitung)
- 1966: Berlin-Report (auch Produktion, Produktionsleitung)
- 1966: Europa-Center Berlin (auch Produktion, Co-Produktionsleitung)
- 1967: Verbrechen mit Vorbedacht
- 1971: Die Sonne angreifen

## Einzelnachweis
1. ↑  Lebensdaten laut Filmarchiv Kay Weniger, basierend auf einer Auskunft des Münchner Stadtarchivs

| Personendaten    | Personendaten                                                   |
| ---------------- | --------------------------------------------------------------- |
| NAME             | Bonin, Gerd von                                                 |
| ALTERNATIVNAMEN  | Bonin, Gerhard Friedrich Fürchtegott von (Geburtsname)          |
| KURZBESCHREIBUNG | deutscher Kameramann, Dokumentarfilmregisseur und Filmproduzent |
| GEBURTSDATUM     | 12. September 1911                                              |
| GEBURTSORT       | Pasewalk                                                        |
| STERBEDATUM      | 3. November 1979                                                |
| STERBEORT        | München                                                         |